# Pristis lathami
Pristis lathami es una especie de pez sierra de la familia Pristidae. Vivió en la era Eoceno, y actualmente está extinto. Se encontraba en zonas de Egipto, Nigeria, Togo, Reino Unido, Estados Unidos y Sáhara Occidental, en zonas marinas, estuarios, bahías, zonas sublitorales abiertas de poca profundidad, zonas costeras, aguas profundas, costa afuera y deltas fluviales.  Se han encontrado 53 ejemplos de P. lathami,  con 1 ejemplo encontrado en Egipto, que tenía un diente rostal de alrededor de 10 centímetros de longitud. 